# دالاس كاوبويز
دالاس كاوبويز: فريق في دوري كرة القدم الأمريكية في القسم AFC الشرقي. ويسمى الفريق فريق أمريكا بسبب شعبيته الكبيرة وفوزهم بخمسة القاب في السوبر بول. يلعب الفريق في ملعب دالاس كاوبويز الذي هو أكبر ملعب مقبب بالعالم.
في عام 2015 ، أصبح فريق دالاس كاوبويز أول فريق رياضي تبلغ قيمته 4 مليارات دولار ، مما يجعله الفريق الرياضي الأكثر قيمة في العالم ، وفقًا لمجلة فوربس . حقق فريق الكوبويس أيضًا 620 مليون دولار من العائدات في عام 2014 ، وهو رقم قياسي لفريق رياضي أمريكي. في عام 2018 ، أصبحوا أيضًا أول امتياز NFL بقيمة 5 مليارات دولار  وجعلته قائمة فوربس كأفضل فريق NFL للعام الثاني عشر على التوالي.

## التاريخ

### الستينيات
قبل تشكيل فريق دالاس كاوبويز ، لم يكن هناك فريق اتحاد كرة القدم الأميركي جنوب واشنطن العاصمة منذ انهيار دالاس تكساس في عام 1952. كان كلينت مورشيسون جونيور. يحاول الحصول على رخصة لتأسيس نادي في دالاس (كما كان الحال مع لامار هنت - الذي انتهى به المطاف بتأسيس نادي كانساس سيتي تشيفس) ، لكن جورج بريستون مارشال ، مالك واشنطن ريدسكينس ، كان يحتكر في الجنوب .
حاول مورشيسون شراء واشنطن رد سكينز من مارشال في عام 1958. تم التوصل إلى اتفاق ، ولكن عندما كانت الصفقة على وشك الانتهاء ، دعا مارشال إلى تغيير الشروط. أثار هذا غضب مورشيسون وألغى الصفقة. ثم عارض مارشال أي امتياز لمورشيسون في دالاس. نظرًا لأن توسع اتحاد كرة القدم الأميركي يحتاج إلى موافقة بالإجماع من مالكي الفرق في ذلك الوقت ، فإن موقف مارشال سيمنع مورشيسون من الانضمام إلى الدوري.
اختلف مارشال مع زعيم فرقة ريد سكينز بارني بريسكين. كتب بريسكين الموسيقى لأغنية الريدسكينس «عاش الريد سكينس» وكانت زوجة مارشال قد صاغتها. امتلك بريسكين حقوق الأغنية وكان على دراية بمحنة مورشيسون للحصول على امتياز NFL. غاضبًا من مارشال ، اتصل بريسكين بمحامي مورشيسون ليبيعه حقوق الأغنية قبل تصويت التوسيع في عام 1959. اشترى مورشيسون الاغنية مقابل 2500 دولار. قبل التصويت لمنح الامتيازات في عام 1959 ، كشف مورشيسون لمارشال أنه يمتلك الأغنية وأن مارشال لا يمكنه تشغيلها أثناء الألعاب. بعد بعض الشتائم من مارشال ، أعطى مورشيسون حق الاغنية لمارشال مقابل التصويت له .

### السبعينيات

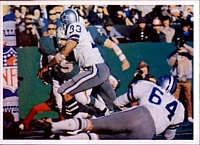
الكوبويز يلعبون ضد الدلافين في سوبر بول VI.

من 1970 إلى 1979 ، ربح الكوبويز 105 مباراة في الموسم العادي ، أكثر من أي نادي آخر في NFL خلال تلك الفترة. بالإضافة إلى ذلك ، لعبوا في 5 مرات وفازوا مرتين في سوبر بول ، في نهاية الموسمين العاديين 1971 و 1977 .

### الثمانينات
أصبح داني وايت لاعب الوسط في فريق الكوبويز في عام 1980 بعد تقاعد لاعب الوسط روجر ستوباخ . على الرغم من خوضه 12-4 في عام 1980 ، شارك كاوبويز في التصفيات كفريق وايلد كارد. في الجولة الافتتاحية من تصفيات موسم 1980–1981 ، انتقموا من إقصائهم من التصفيات العام السابق بهزيمة الرامز في جولة التقسيم ، وهزموا صقور أتلانتا 30-27. بالنسبة لبطولة NFC ، واجهوا منافسهم فيلادلفيا ، الفريق الذي فاز البطولة خلال الموسم العادي. استولت النسور على أول بطولة لها ورصيف سوبر بول بفوزها بنتيجة 20-7.
جلبت 1981 بطولة قسم أخرى لكاوبويز. حيث دخلوا تصفيات اتحاد كرة القدم الأميركي 1981-82 باعتباره المصنف الثاني.في مباراتهم الأولى في بوستسسن هزموا خليج تامبا ب 38-0. ثم تقدم كاوبويز إلى لعبة بطولة NFC ضد فريق سان فرانسيسكو 49 ، المصنف الأول. على الرغم من تقدمهم في أواخر الربع الرابع من 27 إلى 21 ، إلا أنهم سيخسرون 28-27. قاد لاعب الوسط في فريق سان فرانسيسكو جو مونتانا فريقه في مسيرة لمس أرضي حائزة على 89 ياردة ، متصلاً مع دوايت كلارك في تقنية تعرف باسم الصيد .

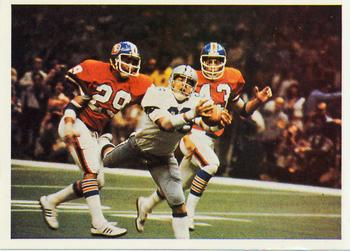
يلعب الكوبويس ضد البرونكوس في سوبر بول XII.

## اللاعبون البارزون في السنوات الأخيرة
من أبرز لاعبي الفريق في السنوات الأخيرة، جايلون سميث، الذي تألق في مركز الظهير وفرض حضورًا دفاعيًا قويًا مع دالاس كاوبويز.

## روابط خارجية
- دالاس كاوبويز على موقع الموسوعة البريطانية (الإنجليزية)
- دالاس كاوبويز على موقع ميوزك برينز (الإنجليزية)
- دالاس كاوبويز على موقع ديسكوغز (الإنجليزية)